# The Last Ringbearer
The Last Ringbearer o L'últim portador de l'anell (en rus: Последний кольценосец, romanitzat: Posledniy kol'tsenosets Последний кольценосец) és un llibre de fantasia de 1999 del paleontòleg rus Kiril Ieskov. És un relat paral·lel i una seqüela informal dels esdeveniments d'⁣El Senyor dels Anells de J. R. R. Tolkien. Ha estat traduït a l'anglès per Yisroel Markov, però la traducció no s'ha imprès per por a accions legals per part de Tolkien Estate,  l'organisme legal que gestiona la propietat de l'escriptor anglès J. R. R. Tolkien, incloent-hi els drets d'autor de la majoria de les seves obres.
Els crítics han afirmat que el llibre és ben conegut pels fans de Tolkien a Rússia i que ofereix una perspectiva alternativa de la història. Els estudiosos l'han anomenat de diverses maneres com una paròdia i una paraqüela. Ho han interpretat com una crítica del totalitarisme, o de la visió racial i ambiental antimoderna de Tolkien juntament amb una destrucció de la tecnologia que es podria anomenar totalitària. El llibre diu poc directament sobre la política del món real, però es pot llegir com una resposta irònica a l'excepcionalisme americà.

## Premissa
Kiril Ieskov basa la seva novel·la en la premissa que el relat de Tolkien és una "història escrita pels vencedors⁣". Mordor acull una "ciutat increïble d'alquimistes i poetes, mecànics i astrònoms, filòsofs i metges, el cor de l'única civilització de la Terra Mitjana que aposta pel coneixement racional i enfronta valentament la seva tecnologia tot just adolescent a la màgia antiga", representant una amenaça per a la facció bel·licista representada per Gandalf (l'actitud del qual és descrita per Saruman com "elaborant la Solució Final al problema mordorià") i els elfs.
Macy Halford, a The New Yorker, escriu que The Last Ringbearer torna a explicar El Senyor dels Anells "des de la perspectiva dels dolents, escrit per un paleontòleg rus a finals dels noranta i molt popular a Rússia". El llibre va ser escrit en el context d'altres reinterpretacions russes de les obres de Tolkien, com ara The Black Book of Arda de Natalia Vasilyeva i Natalia Nekrasova, que tracta Melkor com a bo i els Valar i Eru Ilúvatar com a governants tirànics.

## Argument
| « | (anglès) ...that amazing city of alchemists and poets, mechanics and astronomers, philosophers and physicians, the heart of the only civilization in Middle-earth to bet on rational knowledge and bravely pitch its barely adolescent technology against ancient magic. The shining tower of the Barad-dûr citadel rose over the plains of Mordor almost as high as Orodruin like a monument to Man – free Man who had politely but firmly declined the guardianship of the Dwellers on High and started living by his own reason. It was a challenge to the bone-headed aggressive West, which was still picking lice in its log 'castles' to the monotonous chanting of scalds extolling the wonders of never-existing Númenor. | (català) ...aquella ciutat increïble d'alquimistes i poetes, mecànics i astrònoms, filòsofs i metges, el cor de l'única civilització de la Terra Mitjana que apostava pel coneixement racional i enfrontava valentament la seva tecnologia tot just adolescent a la màgia antiga. La torre brillant de la ciutadella de Barad-dûr s'elevava sobre les planes de Mordor gairebé tan alta com Orodruin com un monument a l'Home, l'Home lliure que havia rebutjat educadament però amb fermesa la tutela dels Habitants de les Alts i havia començat a viure segons la seva pròpia raó. Era un desafiament per a l'Occident agressiu i estúpid, que encara estava recollint polls als seus "castells" de troncs amb el cant monòton de les escaldades que lloaven les meravelles de la mai existent Númenor. | » |

La història comença recapitulant la Guerra de l'Anell. L'⁣Anell en si és un ornament luxós, però sense poder, elaborat pels Nazgûl (un grup d'antics científics i filòsofs que guien Mordor a través de la seva industrialització) per distraure Gandalf i els elfs mentre Mordor construïa el seu exèrcit. Aragorn és un titella dels elfs que busca usurpar el tron de Gondor assassinant Boromir abans que Gandalf derroti Denethor. L'Arwen, uns 2700 anys més gran, menysprea Aragorn, però utilitza el seu matrimoni per consolidar el domini èlfic sobre Gondor. Faramir ha estat exiliat a Ithilien, on està sota la vigilància d'⁣Éowyn. Els elfs han corromput els joves d'⁣Umbar (fent servir misticisme d'estil New Age), i pretenen utilitzar-los com a punt de suport a Harad i Khand.
Després de derrotar l'exèrcit mordorià, els elfs entren a Mordor per massacrar civils amb l'ajuda dels homes de l'est, per eliminar les classes "educades". Dos soldats orcs («Orc» és un insult racial utilitzat per Occident: els orcs del llibre de Ieskov són humans), el metge Haladdin i el sergent Tzerlag fugen de la plana de batalla. Rescaten Tangorn, un noble gondorià que havia estat enterrat al desert per intentar aturar una de les massacres. Localitzen els mercenaris i maten l'elf Eloar.

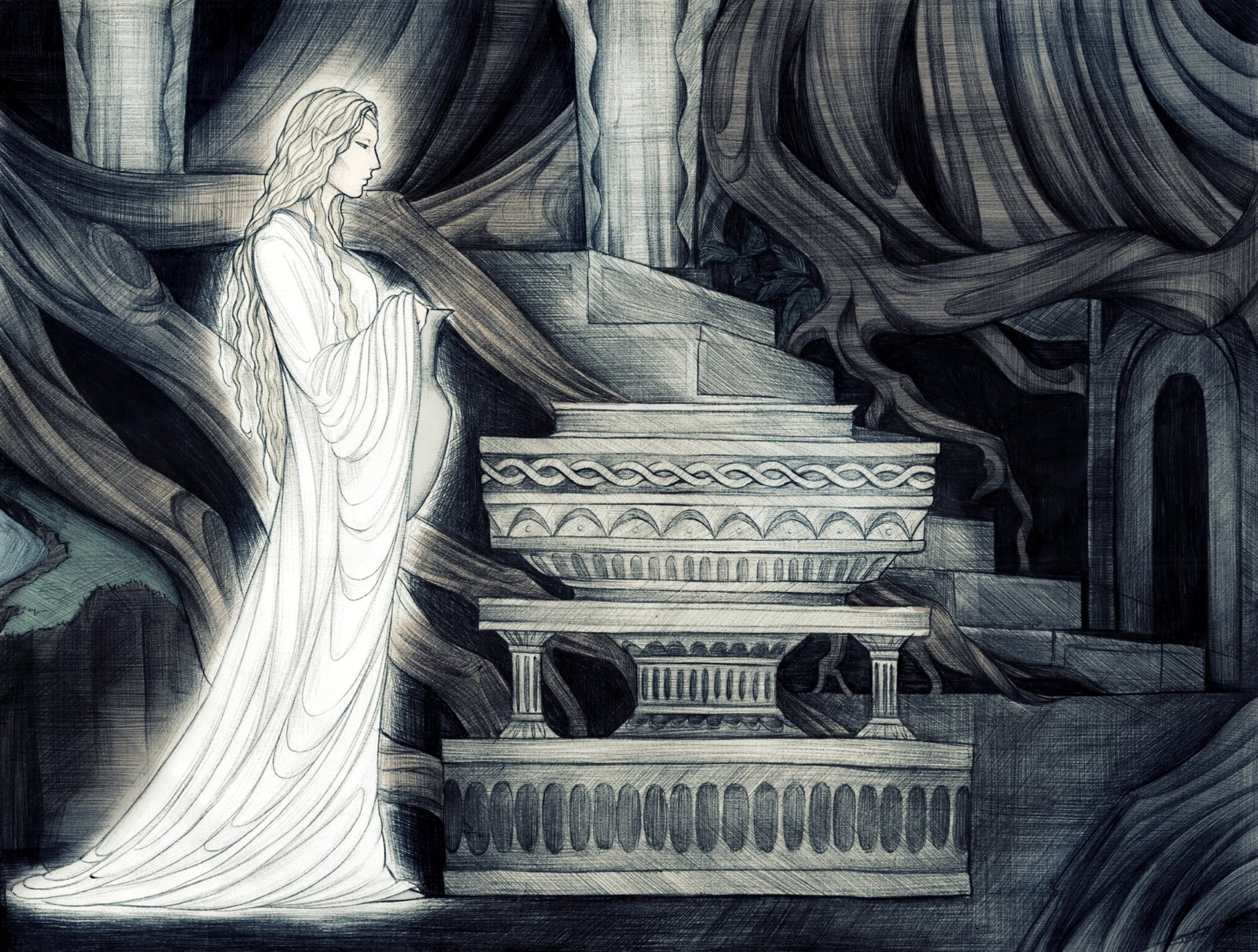
Galadriel davant la seva font "Mirall", que Ieskov afirma que és un dispositiu màgic. Dibuix de Tessa Boronski, 2011

L'últim dels Nazgûl, Sharya-Rana, visita Haladdin i li explica que el món físic, Arda, està vinculat al món màgic del qual provenen els elfs pel poder del Mirall de Galadriel a Lórien i els palantirs. Haladdin rep la tasca de destruir el Mirall per separar els mons i completar l'objectiu de fer que els homes siguin realment lliures. Haladdin és escollit perquè és un individu poc freqüent en qui no hi ha absolutament cap màgia i té tendència a comportar-se de manera irracional, per exemple, unint-se a l'exèrcit mordorià com a metge per impressionar la seva xicota i gairebé morint com a resultat, en comptes de donar un millor ús als seus talents a casa, a la universitat. Tot i que el Nazgûl no pot preveure com es completarà la missió, sí que pot proporcionar a Haladdin informació útil, inclosa la ubicació actual dels palantirs.
Es dissenya un pla elaborat que implica la falsificació d'una carta d'Eloar per un expert en cal·ligrafia mordorià. Tangorn aconsegueix organitzar una reunió amb els elfs a Umbar, mentre evadeix els esforços de Gondor per eliminar-lo. Aconsegueix fer arribar la carta al germà d'Eloar, l'Elandar. El seu pla té èxit quan el maten, un esdeveniment que convenç els elfs de transmetre el seu missatge a la mare d'Eloar, Eornis, un membre de la jerarquia governant de Lórien. Li fan creure que el seu fill ha estat capturat en lloc de ser assassinat. Un investigador mordorià que desenvolupa armes basades en el vol (sota el patrocini secret d'Aragorn) deixa caure un palantír a Lórien, i Eornis rep instruccions per portar el palantir al Mirall de Galadriel. Això se suposa que demostra que ella és a Lórien, i després se li permetrà comunicar-se amb Eloar.
Haladdin porta un altre palantír al Mont del Destí. Gandalf descobreix el seu pla i, preocupat que la màgia sigui desterrada de la Terra Mitjana, llança un encanteri al palantír per convertir el seu usuari en pedra. Saruman, tot i oposar-se als mètodes de Gandalf, creu que la hipòtesi de Sharya-Rana sobre la relació entre els mons màgic i físic és incorrecta i intenta raonar amb Haladdin. No obstant això, Tzerlag toca el palantír per error i comença a convertir-se en pedra. Haladdin decideix deixar caure el palantír a Orodruin perquè Saruman no pot revertir l'encanteri de Gandalf. Això fa que el Foc Etern es transmeti als altres palantirs i al Mirall, destruint-los a ells i la màgia dels elfs.
Haladdin s'exilia autoimposat i els descendents de Tzerlag transmeten la història oralment, però el registre oficial conté la versió dels fets d'Aragorn. Menyspreat per l'aristocràcia gondoriana, Aragorn troba el favor del poble, ja que les seves polítiques donen com a resultat un "miracle econòmic". Després de la seva mort, sense fills, el tron retorna al rei "legítim", Faramir. Els elfs acaben la seva ocupació de Mordor i abandonen la Terra Mitjana, que entra a l'era industrial.

## Publicació
El llibre va ser publicat per primera vegada per ACT de Moscou en rus el 1999. Va ser reimprès en rus per Folio de Kharkov el 2002, i per l'⁣editorial d'impressió a la carta CreateSpace el 2015.
Tot i que s'ha traduït a diverses llengües, el llibre no ha tingut una publicació comercial en anglès, per por d'accions legals per part dels Tolkien Estate. El 2010, Yisroel Markov va traduir el llibre a l'anglès, i es va publicar una segona edició el 2011 corregint errors tipogràfics i revisant la prosa, a més de proporcionar versions en format de llibre electrònic; el seu text ha aparegut com a llibre electrònic gratuït i no comercial, i Ieskov ha aprovat oficialment aquesta publicació. Mark Le Fanu, secretari general de la Societat d'Autors, va opinar que, tot i no ser comercial, el llibre encara constitueix una infracció dels drets d'autor.

### Traduccions
- txec: Poslední Pán Prstenu, Fantom Print, 2003. ISBN 978-8086354330
- anglès: The Last Ringbearer (només en línia)
- estonià: Viimane sõrmusekandja, Fantasy, 2010. ISBN 978-9-9494-5910-0
- francès: Le Dernier Anneau, 500nuancesdegeek, 2018. ISBN 979-10-90692-43-5
- alemany: Der letzte Ringträger, Radiator, 2024. ISBN 978-3-911265-10-2
- polonès: Ostatni powiernik Pierścienia, Red Horse, 1999. ISBN 978-83-6050-426-0, translated by Eugeniusz Dębski and Ewa Dębska
- polonès: Ostatni Władca Pierścienia, Solaris, 2002. ISBN 978-83-88431-28-9 (la mateixa traducció)
- portuguès: O Último Anel, Saída de Emergência, 2008. ISBN 978-9-7288-3959-8
- castellà: El último anillo, debolsillo, 2011. ISBN 978-8-4998-9101-9

## Recepció

### Crítica
La periodista americana Laura Miller elogià The Last Ringbearer a la pàgina web Salon com «una història d'aventures ben escrita i enèrgica que ofereix una glossa intrigant sobre el que alguns crítics han descrit com la moralitat excessivament simplista de l'obra mestra de Tolkien». Assenyala que la de Markov és la traducció «oficial», aprovada per Ieskov, i més polida que les traduccions anteriors d'algunes seccions del llibre. Segons ella, encara hi ha "algunes asperitats", com ara la barreja de temps present i passat al principi, i el que ella anomena l'"hàbit (clàssicament rus)" d'afegir seccions d'història política o militar a la narrativa. Tot i que el llibre ha estat qualificat de fanficció, Miller comenta que no s'assembla gens al gènere de fantasia adolescent d'"improbables parelles romàntiques" de personatges del cànon. En canvi, ho compara amb The Wind Done Gone d'Alice Randall, una versió de Allò que el vent s'endugué, i afirma que el de Ieskov és el millor llibre.
Benedicte Page, escrivint a The Guardian, afirmà que el llibre era ben conegut pels fans a Rússia i que es basava en "la idea que el text del mateix Tolkien que és la llegenda romàntica del bàndol guanyador de la Guerra dels Anells, i que un examen més detallat com a document històric revela una versió alternativa de la història".
Terri Schwartz, escrivint a MTV, va descriure la perspectiva del llibre, amb un Gandalf bel·licista que només busca "aixafar la iniciativa científica i tecnològica de Mordor", mentre que un Sauron amb visió de futur aprova una "llei d'alfabetització universal", com "certament una visió diferent de la història, com a mínim". El periodista Luka Ivan Jukic va afirmar que Ieskov va intentar refutar el que percebia com la "noció occidental simplista de la Guerra Freda com una lluita entre el bé i el mal". Segons Ivan Jukic, Ieskov es va mostrar partidari de la idea que no hi havia "no bons" a la història.

### Acadèmia
L'estudiosa de literatura anglesa Catherine Coker va descriure la novel·la com a "revisionisme transparent" i "una paròdia russa" que reutilitza les ideologies dels personatges "de manera que l'epopeia heroica esdevé una crítica del totalitarisme". Segons ella, un cop eliminat l'idealisme de Tolkien, la història canvia radicalment, convertint-se en "una obra per dret propi, sens dubte".
Mark Wolf, un estudiós dels videojocs i els mons imaginaris, qualificà l'obra de paraqüela, una narrativa que transcorre al mateix temps que la història original, amb una perspectiva diferent.
L'acadèmic independent de cultura i literatura comparada Greg Clinton, assenyalà que Ieskov descriu Sauron i el seu regne industrial de Mordor com a "no 'malvats', sinó treballant per modernitzar la producció", comenta que el llibre veu alguna cosa que creu que Tolkien va passar per alt, és a dir, que destruir la tecnologia a favor de la natura, com suggereix El Senyor dels Anells, seria en si mateix "un moviment totalitari".
L'estudiós de la cultura David Ashford va descriure la novel·la com una "esplèndida fantasia contrafactual", anomenant-la la recreació russa "més entretinguda" i més coneguda, tot i que Tolkien va declarar directament que rebutjava qualsevol vincle entre els orcs i Rússia: "Preguntar si els orcs 'són' comunistes és per a mi tan sensat com preguntar si els comunistes són orcs". Eliot Borenstein comenta que el llibre de Ieskov  diu poc sobre la política del món real, tot i les possibles al·lusions a una "solució final⁣", però que sí que recolza una idea de la ciència-ficció russa, és a dir, que si els "excepcionalistes americans" com Ronald Reagan i George W. Bush volen que Rússia sigui el seu "imperi del mal", doncs d'acord, "però ho farem amb una ironia i un orgull que mai no comprendreu del tot".
Robert Stuart, un estudiós de Tolkien interessat en la qüestió de Tolkien i la raça, comentà que el llibre de Ieskov era "evidentment particularment eficaç a l'hora de criticar la dimensió antimoderna del punt de vista ideològic de Tolkien".
L'acadèmica Una McCormack va escriure que el llibre, una obra de fanficció de Tolkien escrita per un autor masculí, ha rebut més atenció de la que li correspon, mentre que un gran nombre d'obres "excel·lents" de fanficció escrites per dones han estat passades per alt.

### Premis
El 2001, el llibre va guanyar el Strannik Literary Award a la nominació a "L'espasa a la pedra" (Fantasia).